# Lechlade
Lechlade est une petite ville anglaise située dans le district de Cotswold et le comté du Gloucestershire. En 2001, elle comptait 2 759 habitants.
Lechlade se trouve à l'extrémité sud des Cotswolds, à un endroit important ; la ville est sise à l'intersection des routes A417 et A361 venant respectivement de Cirencester et Swindon, à la frontière avec le Wiltshire et au confluent de la Coln et de la Leach avec la Tamise. La ville est d'ailleurs le point le plus amont où la Tamise est navigable. 